# Schwarz-Fichte
Die Schwarz-Fichte (Picea mariana) ist eine immergrüne Baumart aus der Gattung der Fichten (Picea) innerhalb der Familie der Kieferngewächse (Pinaceae), die im nördlichen Nordamerika heimisch ist.

## Beschreibung

### Habitus
Die Schwarz-Fichte wächst je nach Standortbedingungen als immergrüner Baum oder Strauch. Die Baumform erreicht Wuchshöhen von 6 bis 35 Meter und Brusthöhendurchmesser von etwa 25 Zentimeter. Die vollholzigen Stämme sind kerzengerade. Jungbäume besitzen eine schmale und regelmäßig aufgebaute Krone, die schmal-kegelförmige Krone der Altbäume ist eher offen und unregelmäßig aufgebaut. Die relativ kurzen und dünnen Äste sitzen waagerecht an den Stämmen. Sie sind herabhängend und richten sich an der Spitze wieder auf. Die Strauchform findet man vor allem an der Waldgrenze. Die Schwarz-Fichte wächst sehr langsam, meist nur 15 bis 25 Zentimeter pro Jahr.

### Knospen und Nadeln
Die eiförmigen Knospen sind hell rötlich-braun, werden etwa 5 Millimeter lang und sind harzfrei. Die dicht stehenden Nadeln sind 6 bis 18 Millimeter lang und etwa 0,8 Millimeter breit. Sie sind im Querschnitt viereckig geformt. Die Nadeloberseite ist mattgrün bis blaugrün. An der Oberseite sitzen ein bis zwei und an der Nadelunterseite drei bis vier weißliche Spaltöffnungsreihen. Der Apex ist kurz zugespitzt. Die Nadeln sind ab der Mitte oft ein wenig einwärts gekrümmt. Sie stehen an der Zweigoberseite radiär und an der Unterseite mehr oder weniger gescheitelt angeordnet. Die zerriebenen Nadeln duften aromatisch. Sie verbleiben zwischen 5 und 13 Jahren am Baum, ehe sie abfallen.

### Blüten, Zapfen und Samen

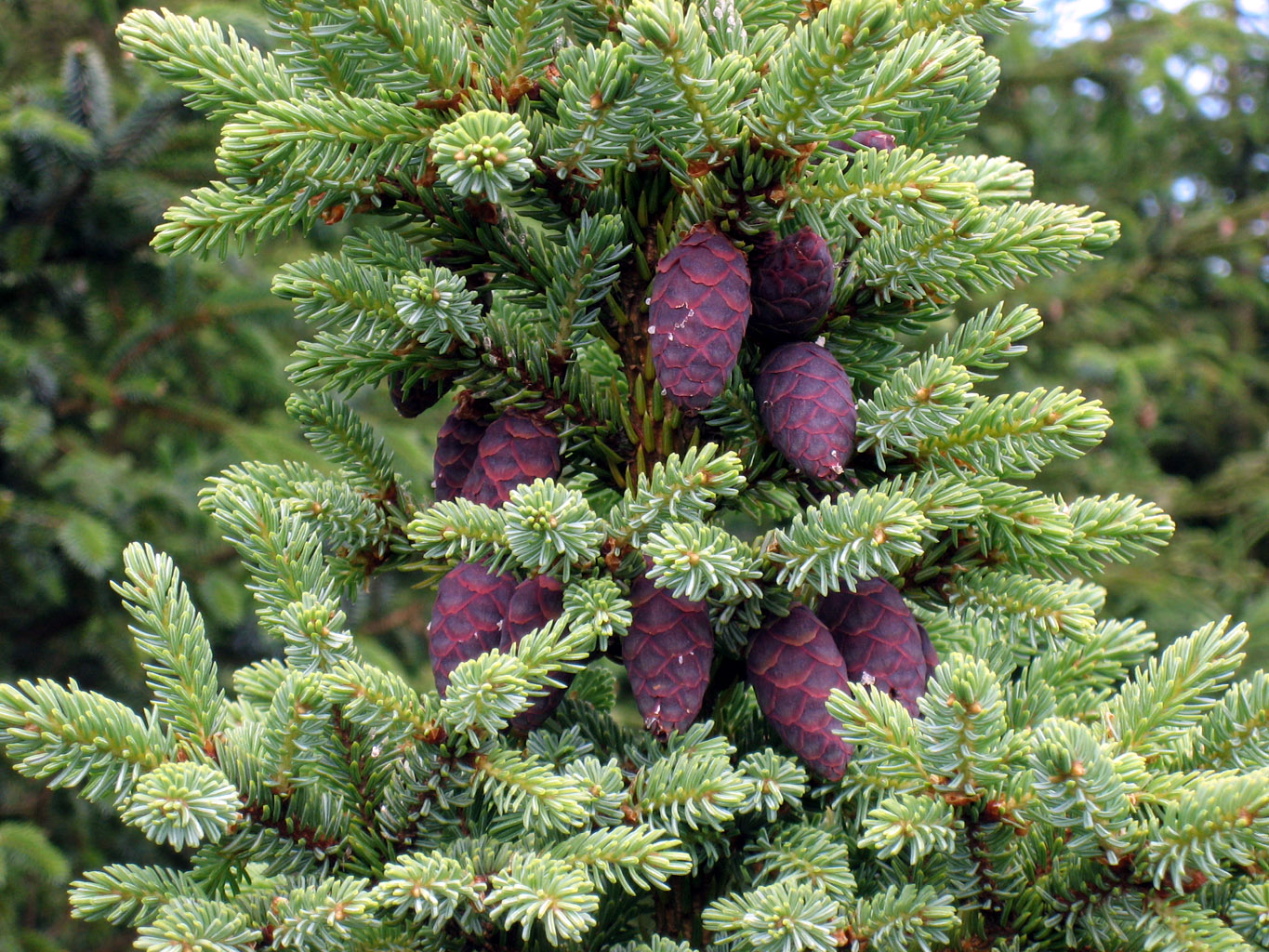
Zapfen

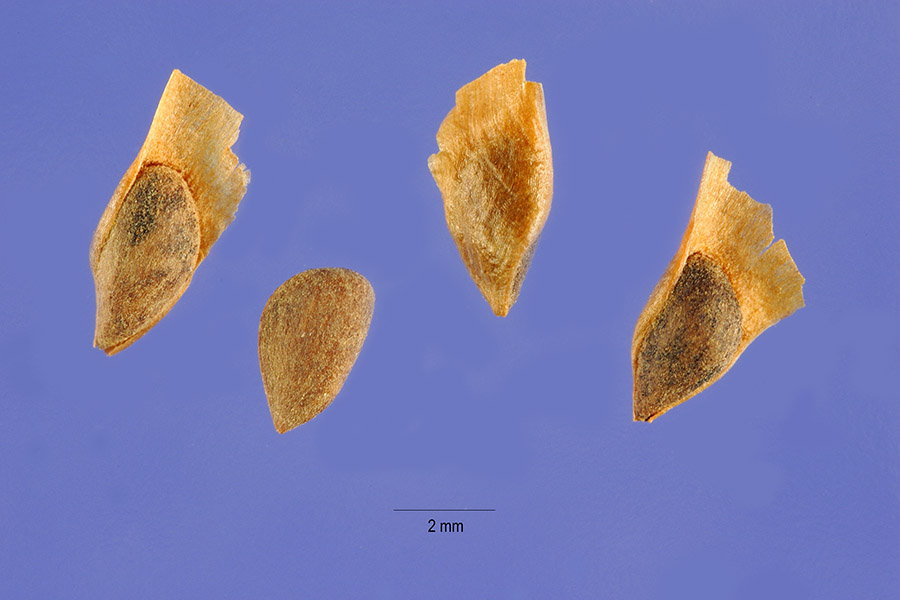
Samen

Die Schwarz-Fichte ist einhäusig-getrenntgeschlechtig (monözisch) und ist zur Selbstbefruchtung fähig. Sie wird mit 7 bis 10 Jahren mannbar, wobei bis zu einem Alter von 14 Jahren hauptsächlich weibliche Blütenzapfen gebildet werden. Später verhält es sich umgekehrt. Die Blütezeit erstreckt sich von Ende Mai bis Anfang Juni. Die aufrecht stehenden und grün bis purpurrot gefärbten weiblichen Blütenzapfen werden ausschließlich an der Kronenspitze gebildet. Die dunkelroten männlichen Blütenzapfen werden 12 bis 20 Millimeter lang und werden an der Peripherie der Krone gebildet. Es können im Grenzbereich der Zonen von männlichen und weiblichen Blütenzapfen zweigeschlechtige Blütenstände entstehen. Die anfangs dunkelvioletten später braunen Zapfen reifen etwa drei Monate nach der Blüte. Sie werden zwischen 1,5 und 3,8 Zentimeter lang und zwischen 1,5 und 1,8 Zentimeter dick. Die Zapfen bestehen aus rundlichen bis eiförmigen Zapfenschuppen. Diese sind steif, spröde und am Rand fein gesägt. Die Zapfen sitzen an einen rund 2 Millimeter langen gekrümmten Stiel. Die Samen werden hauptsächlich im Frühjahr entlassen. Manche Zapfen öffnen sich erst bei Hitzeeinwirkung, wie sie zum Beispiel bei Waldbränden auftritt, um die Samen freizulassen. Die leichten, schokoladebraunen Samen sind geflügelt und sind ohne Flügel rund 2,5 Millimeter lang. Mit Flügel sind sie rund 10 Millimeter lang. Der spitz auslaufende Samenflügel ist oberhalb der Mitte am breitesten. Die Samen werden selten mehr als 80 Meter vom Baum fortgetragen. Das Tausendkorngewicht liegt zwischen 1,3 und 1,5 Gramm. Die Sämlinge besitzen 2 bis 7 Keimblätter (Kotyledonen). Die Chromosomenzahl beträgt 2n = 24.

### Wurzeln
Die Entwicklung des Wurzelsystems wird von der Bodenbeschaffenheit bestimmt. Während die Baumform tiefwurzelnd ist, wurzelt die Strauchform flach. Anhand der Untersuchung eines 130-jährigen Bestandes in Alaska nimmt man an, dass das Wurzelsystem rund 15 % der gesamten Biomasse ausmacht. Die Art geht Mykorrhiza-Partnerschaften mit dem Hohlfußröhrling (Suillus cavipes), mit dem Rötlichen Lacktrichterling (Laccaria laccata), mit Laccaria bicolor, mit Pisolithus tinctorius sowie mit Arten der Gattungen Cenococcum und Rhizpogon ein.

### Rinde
Die Rinde der jungen Triebe ist rostbraun und dicht drüsig behaart, verkahlt aber nach und nach. Bei älteren Trieben ist die Rinde dunkel. Sie bilden im zweiten Jahr erste dünne Borkenschuppen aus. Die Schuppenborke der Altbäume ist schwärzlich-graubraun gefärbt und wird selten dicker als 1,2 Zentimeter. Die innere Rinde soll je nach Quelle olivgrün bis gelbgrün gefärbt sein.

### Holz
Das Kernholz ist gelblich-weiß gefärbt und wird von einem sehr schmalen und etwas helleren Splint umgeben. Das Holz ist relativ weich. Harzkanäle finden sich vor allem im Spätholz. Die Rohdichte beträgt rund 0,48 g/cm³. Sie ist im Norden des Verbreitungsgebietes höher als im Süden. Die Jahresringe sind deutlich zu erkennen.

## Verbreitung und Standort

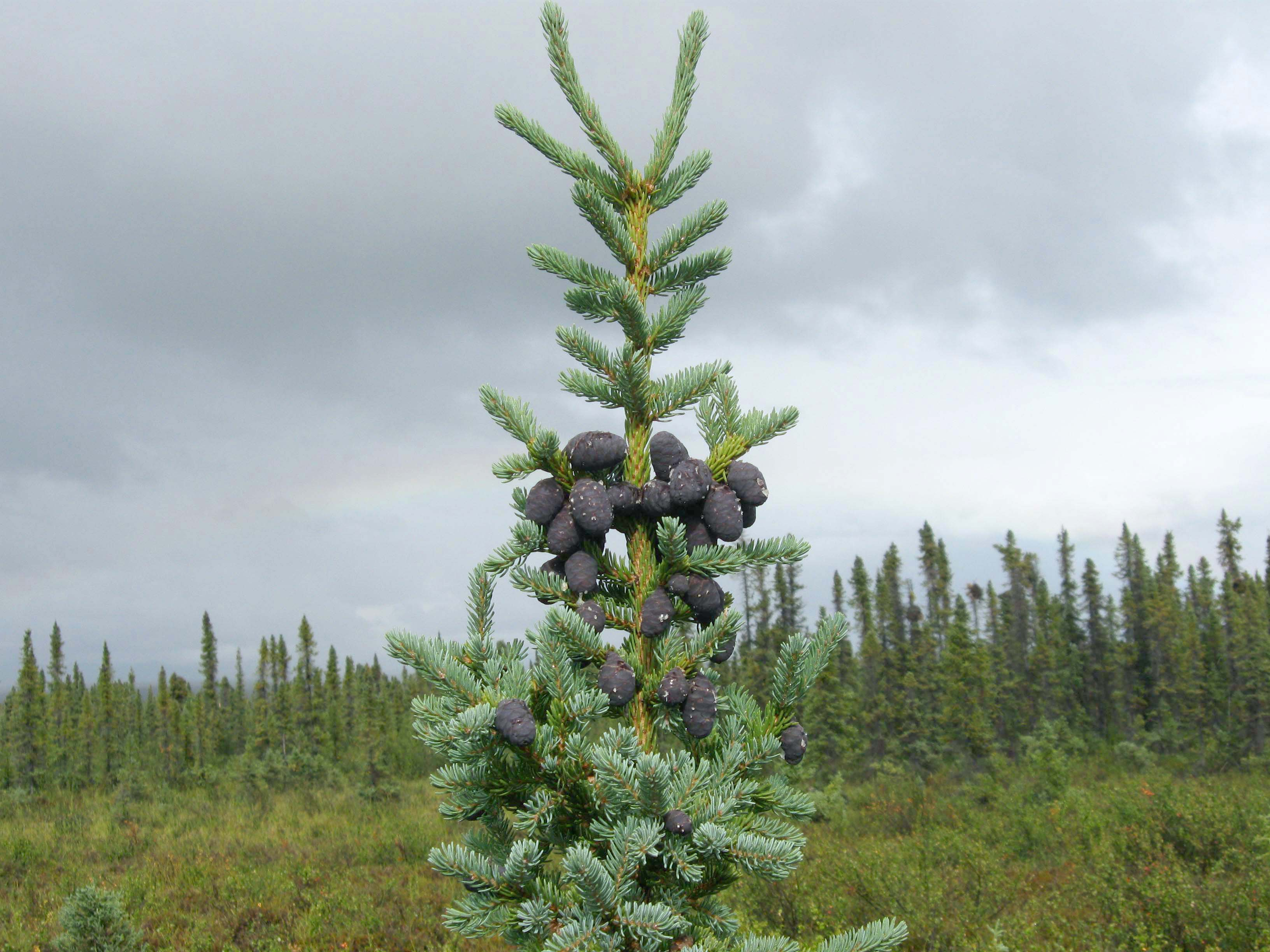
Schwarz-Fichte (Picea mariana) in Alaska

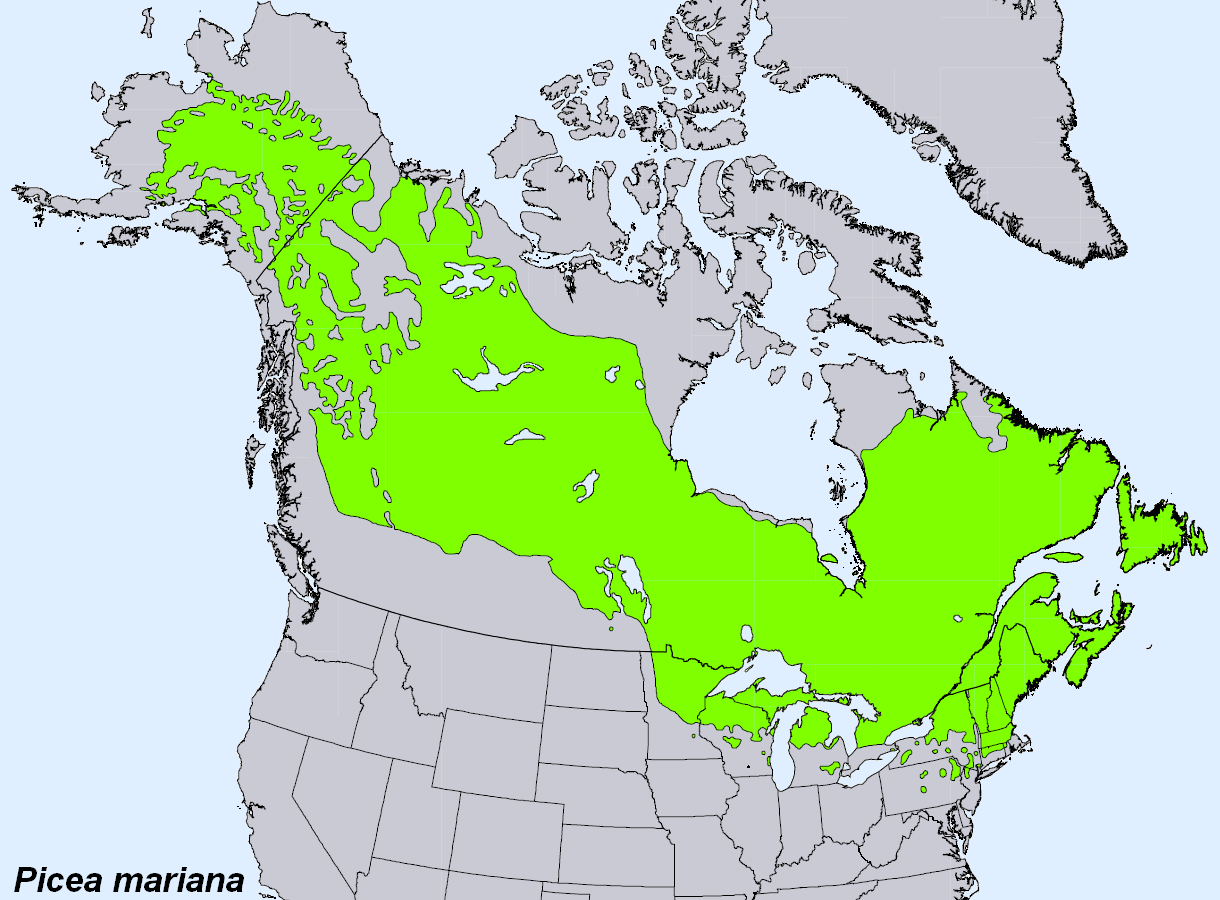
Karte des Verbreitungsgebiets

Die Schwarz-Fichte ist in ganz Kanada und der nördlichen USA heimisch. Sie ist die häufigste Baumart im Borealen Schild. Ihr Areal reicht von der Ostküste Labradors bis zur Westküste Alaskas. Die Südgrenze des geschlossenen Verbreitungsgebietes befindet sich im Gebiet der Großen Seen, es gibt aber auch Einzelvorkommen in New Jersey, Virginia und Pennsylvania. Man findet sie nordwärts bis zur polaren Waldgrenze. Sie wird in Europa nur selten angepflanzt.
Die Schwarz-Fichte ist eine Pionierart auf Brand- und Sturmflächen. Sie ist an extreme Klima- und Standortbedingungen angepasst und wächst auch auf Permafrostböden. Es werden selbst arme, vernässte, anmoorige, schwach staunasse, vergraste und spätfrostgefährdete Standorte besiedelt. Optimale Standorte bieten kalkführende Mineralböden, Lehm- und Tonböden, sowie Moränen und Flusstrassen. Der pH-Wert soll neutral bis schwach alkalisch sein. An ihren natürlichen Standorten können die Temperaturmaxima bzw. -minima −62 °C und +41 °C erreichen. Die Jahresniederschläge liegen zwischen 150 und 1.520 mm, wovon ein Großteil als Schnee fällt. Sie kommt vom Tiefland bis in Höhenlagen von 1.800 Metern vor. Im südlichen Teil des Verbreitungsgebietes bildet die Art Mischwälder mit Banks Kiefer (Pinus banksiana), der Weymouths-Kiefer (Pinus strobus), der Rot-Erle (Alnus rubra), der Schwarz-Esche (Fraxinus nigra) und dem Abendländischen Lebensbaum (Thuja occidentalis).

## Nutzung
Die Schwarz-Fichte ist einer der wichtigsten Holzlieferanten für die Papier- und Zellstofferzeugung in Kanada. Sägeware fällt aufgrund der geringen Dimensionen kaum an. Früher fand das Holz Verwendung als Grubenholz. Die Indigenen gewannen aus den Wurzeln ein Bindematerial, das sie zum Herstellen ihrer Kanus benutzten. Die Art wird auch als Christbaum genutzt. Sie findet nur selten Verwendung als Ziergehölz.

## Krankheiten und Schädlinge
Für die Schwarz-Fichte stellen Waldbrände und Windwurf eine größere Gefahr dar als biotische Schädlinge. Sie reagiert empfindlich auf Fluorwasserstoff. Die Raupen des Wicklers Choristoneura fumiferana fressen die Nadeln und können bei starken Befall zum Tod der Pflanze führen. Als Holzschädling wird der Borkenkäfer Dendroctonus rufipennis genannt, der besonders häufig in Mischkulturen mit der Weiß-Fichte (Picea glauca) auftritt. An Schadpilzen werden der Gemeine Hallimasch (Armillaria mellea), Chrysomyxa ledicola, Chrysomyxa pirolata und Gremmeniella abietina genannt. Schneeschuhhasen (Lepus americanus) verbeißen die Zweige bis zu einer Höhe von 2 Metern.

## Systematik
Die Schwarz-Fichte wird von Schmidt innerhalb der Fichten (Picea) in die Untergattung Picea und die Sektion Picea gestellt. Willkomm ordnete die Art innerhalb der Fichten der Sektion Eupicea zu. Die Schwarz-Fichte bildet natürliche Hybride mit der Weiß-Fichte (Picea glauca) und der Amerikanischen Rot-Fichte (Picea rubens). Es werden auch künstliche Hybride mit der Serbischen Fichte (Picea omorika), der Gemeinen Fichte (Picea abies), der Ajan-Fichte (Picea jezoensis) und mit der Sitka-Fichte (Picea sitchensis) gezüchtet.

## Taxonomie
Die Schwarz-Fichte wurde 1768 von Philip Miller in Gardeners Dictionary ed. 8, Abies No. 5 als Abies mariana erstbeschrieben. Die Art wurde 1888 von Nathaniel Lord Britton, Emerson Ellick Sterns und Justus Ferdinand Poggenburg in Preliminary Catalogue of Anthophyta and Pteridophyta... Seite 71 als Picea mariana (Mill.) Britton, Sterns & Poggenb. in die Gattung Picea gestellt.
Synonyme für Picea mariana (Mill.) Britton, Sterns & Poggenb. sind: Abies mariana Mill., Picea brevifolia Peck, Picea mariana var. brevifolia (Peck) Rehder, Picea nigra (Castigl.) Link, Pinus nigra Aiton nom. illeg., Pinus mariana (Mill.) Münchh., Pinus canadensis var. nigricans Weston.